# Monastère de Tserakvi
Le monastère de Tserakvi (en géorgien წერაქვის სამონასტრო კომპლექსი) est un monastère orthodoxe géorgien datant du XIIe – XIIIe siècle situé en basse Kartlie dans la municipalité de Marnéouli.
Le monastère comporte l'église de l'Assomption de la Vierge, l'église Saint-Georges, un clocher séparé, un cellier et les restes d'une muraille défensive.